# Heather Cooper
Heather Cooper (født 9. maj 1995) er en australsk håndboldspiller. Hun spiller på Australiens håndboldlandshold, og deltog under VM 2019 i Japan.